# くるくるくるりんシリーズ
『くるくるくるりんシリーズ』は、任天堂から発売されているアクションゲームのシリーズ。シリーズの開発は全てエイティングが担当している。

## シリーズ概要
自動的に回転する細長い棒『ヘリリン』を操って、途中の壁や障害物に当たらないようにゴールまで進める。棒が回転することをのぞけば、「イライラ棒」のようなものである。ストーリーはシリーズ共通で、「クルリンがヘリリンを使って、家族を助けに行く」というものである。

## 作品リスト
- くるくるくるりん（ゲームボーイアドバンス、2001年3月21日発売）
- くるりんパラダイス（ゲームボーイアドバンス、2002年12月6日発売）
- くるりんスカッシュ!（ニンテンドー ゲームキューブ、2004年10月14日発売）

## キャラクター紹介

### クルリンの家族
クルリン
主人公。11人兄弟の長男。特殊ヘリコプター「ヘリリン」を上手に操る。渦巻き状の髪型に額のゴーグルが特徴。兄弟の中では、いちばんのしっかり者。一人称は「ボク」。体色は水色。
カカーリン
クルリンたちの母。いつも落ち着いている。体色は青緑色。
トトーリン
クルリンたちの父。普段は、「マダ魔団」の団長を務めるマジシャンであり、旅を続けているが、「くるりんスカッシュ！」の時のみ、お休みで家にいるということになっている。体色は青緑色。
ピカリン
11人兄弟の次男で、クルリンより1つ年下。髪型は稲妻。おしゃれなので、この稲妻ヘアーのセットは、毎朝1時間はかかる。体色は山吹色。語尾に「ピカ」と付けて喋る。
ポコリン
すぐに転ぶクルリンの弟。11人兄弟の三男。いつも頭にたんこぶができている。体色は茶色。語尾に「ポコ」と付けて喋る。
マリリン
クルリンの妹。11人兄弟の長女。自称「村のアイドル」。足が長くスタイルがいい。買い物が好き。体色はピンク。語尾に「マリ～」と付けて喋る。
フワリン
クルリンの弟。頭に風船がついている。11人兄弟の四男。地に足のついていない性格なので、よくカクリンに怒られている。体色は黄緑。語尾に「フワ」と付けて喋る。
カクリン
クルリンの弟。ギザギザヘアー。11人兄弟の五男。几帳面。地に足のついた性格。体色は紫。
ホヨリン
クルリンの弟。11人兄弟の六男。いちばんののんびりや。一人称は「ボク」。体色は薄緑色。語尾に「ホヨ」と付けて喋る。
チクリン
クルリンの弟。針状の髪型。11人兄弟の七男。素直な優等生だが、道を覚えるのが苦手。一人称は「ボク」。体色は青。
ゲキリン
クルリンの弟。11人兄弟の八男。体が大きく、ちょっとしたことですぐに大声を出すが、本当はとても優しい。体色はオレンジ。語尾に「ゲキ」と付けて喋る。
ラブリン
クルリンの妹。ハート状の髪型。11人兄弟の次女。甘いものが大好き。カカーリンにお菓子作りを習っている。体色は薄赤色。語尾に「ラブ」と付けて喋る。
ヒョコリン
クルリンの弟。緑色の髪型。11兄弟の末っ子で、甘えん坊。体色は黄色。語尾に「ヒョコ」と付けて喋る。

### マジック大魔術団
通称「マダ魔団」。団長はトトーリン。
マジック男爵
「くるりんパラダイス」に登場。マダ魔団の看板スター。
カッパード
なごみ系の手品が得意。だが時々失敗することもある。
テンコ
華やかに手品を演じる。12人兄弟の末っ子である。一人称は「わたし」。「マジック界の地上におりたさいごの天使　エンジェル・テン子」と名乗っている。
ナポロン
トークが得意で、ファンが増加中。関西弁で喋る。

### その他のキャラクター
うさぎ先生
トトーリンがパイロットだった時の仲間。クルリンにヘリリンの操縦方法を教えた。
イソガシマ教授
「くるりんスカッシュ！」の共通ボス。みんなを忙しくしてやろうと、「イソガシマシーン」を開発している。